# Nekrolog
Nekrolog är ett grekiskt ord som kommer av nekros i betydelsen död, avliden, och logos i betydelsen lära, ord, förteckning. Minnesruna (även dödsruna eller minnesord) är den svenska benämningen för en liknande kort levnadsteckning över någon nyligen avliden person. Den är således ej detsamma som en vanlig dödsannons.
Nekrologier, (singular nekrologium) kallades de i medeltida stift, kyrkor och kloster förda förteckningarna över dödsdagar för alla de personer, vilkas åminnelse man ville hedra genom att innesluta dem i den offentliga förbönen. Sådana personer var påvar, regenter, abboter, kyrkans eller klostrets stiftare och välgörare och så vidare.
Förteckningar över medeltida nekrologier är utgivna: För Tyskland av Wilhelm Wattenbach, Deutschlands Geschichtsquellen im Mittelalter (6:e upplagan band 1, 1893) och i Monumenta Germaniae historica (tre band av denna samling innehåller nekrologier); för Frankrike av Molinier, Les obituaires français au moyen-age (1890). För Danmark och Skåne föreligger ett historiskt betydelsefullt nekrologium i den så kallade Liber daticus Lundensis.